# Lubiprostona
La lubiprostona  es un ácido graso oral derivado del ácido prostanoico (prostaglandina E1). Actúa de manera similar a los laxantes; sin embargo, no está catalogada dentro de este grupo y se clasifica como un activador de los canales de cloro porque activa selectivamente los canales de cloruro tipo 2 (ClC-2) en la membrana apical del epitelio gastrointestinal, lo cual resulta en un incremento de la secreción de líquidos y un  aumento en la motilidad, acortando el tiempo de tránsito intestinal.
Se emplea en el tratamiento del estreñimiento crónico e inducido por opioides en una dosis de 24 µg dos veces al día, por vía oral con alimentos. También se usa para tratar en mujeres el síndrome del intestino irritable con predominio del estreñimiento, con una dosis de 8 µg dos veces al día, por vía oral con alimentos.
La lubiprostona es un medicamento recomendado únicamente para pacientes que no muestran mejoría con el uso de al menos dos laxantes de al menos dos grupos diferentes, esto debido principalmente al elevado costo de las dosis.

## Historia
La lubiprostona fue desarrollada por Sucampo Pharmaceuticals® , una compañía farmacéutica establecida e en Rockville Maryland especializada en gastroenterología, oncología y oftalmología, siendo a su vez los encargados de la comercialización de la unoprostona, fármaco utilizado para el tratamiento de hipertensión ocular y glaucoma de ángulo abierto. La Administración de Alimentos y Medicamentos (FDA) aprobó el 31 de enero del 2006 el uso de lubiprostona como modo de terapia para el estreñimiento y en abril del 2013 determinó adecuado su uso en pacientes adultos (>18) con estreñimiento inducido por opioides , sin dolor crónico asociado a cáncer, siendo esta la primera y única medicación oral aprobada para el tratamiento de esta condición.  Su efectividad no está determinada en el caso de que el individuo tome opioides de tipo difenilheptano como la metadona.
El medicamento obtuvo paulatinamente su aprobación por parte de organismos institucionales de otros países de primer mundo: el Instituto Nacional de Salud y Excelencia Clínica del Reino Unido (NICE) en julio del 2014, el departamento federal de salud de Canadá un año después. A estos países se le sumaron países europeos como Austria, Bélgica, Alemania, Italia, Alemania, Luxemburgo, Holanda y España. Proceso que permitió que países latinoamericanos como Colombia, México y Brasil permitan el uso de la medicación.

## Descripción

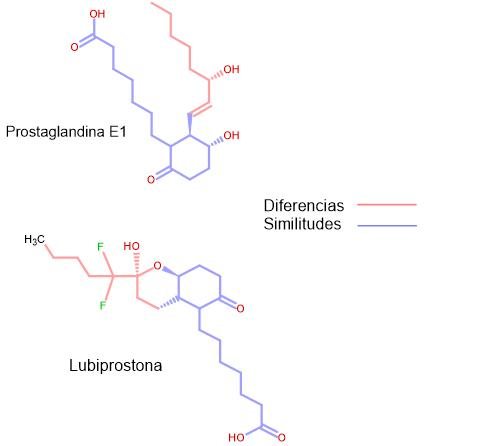
Modelo comparativo prostaglandina E1 con lubiprostona

La lubiprostona es una prostona de uso oral, es una droga cuya sustancia farmacológica se presenta en forma de cristales blancos sin ningún tipo de olor aparente o a modo de un polvo cristalino, en ambos formatos tiene un alta solubilidad en éter y etanol, a su vez es insoluble en agua y hexano. Se encuentra de cara al público a manera cápsulas de gelatina blanda.

## Farmacocinética

### Absorción
La lubiprostona tiene baja disponibilidad sistémica. Después de su administración oral, las concentraciones de esta en el plasma se encuentran por debajo del nivel de cuantificación (10 pg/mL). Por lo que después de una dosis única de Lubiprostona de 24 µg, las concentraciones plasmáticas máximas del metabolito activo M3, se observan en alrededor de 1:10 horas.

### Distribución
Estudios in vitro de fijación a proteínas demostraron que la lubiprostona se fija a proteínas plasmáticas humanas cerca del 94%. Sin embargo, ensayos realizados en ratas a las cuales se les administró el fármaco radio marcado 48 horas después de la administración indicaron una distribución mínima más allá de los tejidos gastrointestinales.

### Metabolismo
Se metaboliza en la mucosa del estómago y el yeyuno, por el sistema microsomal de la carbonil reductasa.
De acuerdo a estudios realizados tanto en humanos como en animales indican que Lubiprostona se metaboliza rápida y ampliamente (estómago y yeyuno), mediante la reducción en la posición 15, beta-oxidación de la cadena α y omega-oxidación en la cadena w. Estas biotransformaciones no están mediadas por el sistema del citocromo P450 hepático, si no más bien parecen estar mediadas por la ampliamente diseminada carbonil reductasa. El M3, se genera por la reducción del grupo carbonilo en la mitad 15-hidroxi que consiste en epímeros tanto α-hidroxi como b-hidroxi y constituye menos de 10% de la dosis de Lubiprostona radiomarcada.

### Eliminación
Lubiprostona se elimina principalmente por la orina y las heces. Después de la administración de una dosis radiomarcada de 24 mg de lubiprostona, el 60% se recuperó en la orina dentro de las 24 horas y el 30% en las heces dentro de las 168 horas(7 días). En ratas, después de la administración oral, no se detectó lubiprostona ni su metabolito activo en la leche materna. Sin embargo, no se sabe si el fármaco se excreta en la leche materna en humanos.
Considerando que después de su administración por vía oral, la lubiprostona tiene una disponibilidad sistémica baja y sus concentraciones plasmáticas se encuentran por debajo de un nivel de cuantificación (10 pg/mL), es imposible detectarla, por lo tanto, se hace necesario tener en cuenta que no se puede calcular de manera confiable los parámetros farmacocinéticos estándar, como área bajo la curva (AUC, área under the curve), concentración máxima (Cmax) y vida media (t½).
No obstante, sí se han definido parámetros farmacocinéticos para M3, el cual tiene una t½ que va desde 0.9 hasta 1:4 horas.  Pues luego de una dosis oral única de 72 µg de Lubiprostona marcada con 3H, se recuperó en la orina el 60% de la radioactividad total administrada dentro de las primeras 24 horas y el 30% del total de radioactividad administrada se recuperó en las heces a las 168 horas. Adicionalmente, se conoce que Lubiprostona y M3 son detectables en cantidades mínimas en las heces de humanos.

## Farmacodinámica

### Mecanismo de acción

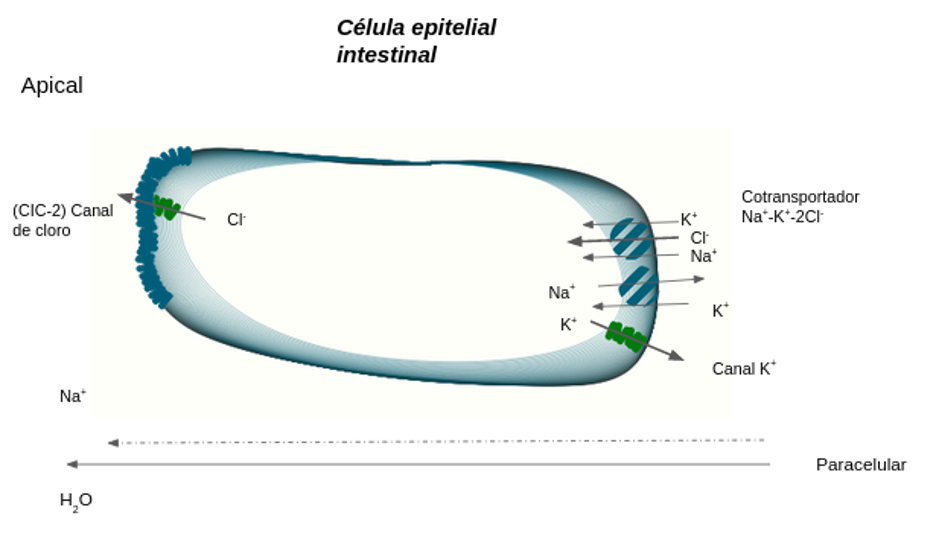
Mecanismo de acción lubiprostona, cambios en la celularidad y los receptores.

Este fármaco activa específicamente de los canales CIC-2, estimulando la secreción activa de cloruro desde el canal epitelial ClC-2 hacia la luz, seguida por la secreción paracelular de sodio (por el gradiente electroquímico) y agua, originando un aumento del líquido isotónico en la luz intestinal y por ende la liquidez del contenido intestinal, promoviendo un mayor tránsito intestinal. Adicionalmente, se cree que la lubiprostona abre los canales de cloruro en los intestinos delgado y grueso, así como las vías secretoras de bicarbonato (HCO3−) en el duodeno.

### Efectos farmacológicos
La lubiprostona actúa como un activador de acción local de los canales de cloruro a través de los receptores de prostaglandinas E2, mejorando la secreción de fluidos intestinales ricos en cloruro, sin alterar las concentraciones séricas de sodio y potasio.

### Interacciones
La lubiprostona se metaboliza por la carbonil reductasa, que se encarga de la biotransformación de la lubiprostona al metabolito M3, y no por el sistema del citocromo P450, confirmando su baja probabilidad de interacciones fármaco-fármaco, más allá de pequeñas interacciones que generan un aumento o disminución en la concentración en el suero o en la excreción de un medicamento u otro, sin embargo, estas no cuentan con una importancia clínica notoria. Además, se han informado pocos efectos secundarios adicionales. No está aprobado para personas menores de 18 años.
| Fármacos que interaccionan con lubiprostona                                          | |
| Fármaco                                                                              | Resultados de la interacción                                                                                            |
| Opioides derivados del difenilheptano (Metadona).                                    | Eficacia disminuida de Lubiprostona debido a un decrecimiento en la acción de los canales de cloro (Farmacodinamia)     |
| Idelalisib tratamiento de leucemia linfocítica crónica.                              | Puede causar diarrea grave y potencialmente mortal con el uso con otros medicamentos como Lubiprostona (Farmacodinamia) |
| Antidiarreicos (loperamida, subsalicilato de bismuto, alosetron)                     | Tomar antidiarreicos podría disminuir la efectividad de la Lubiprostona.(Farmacodinamia)                                |
| Antihipertensivos (diuréticos, betabloqueadores, inhibidores de la ECA, entre otros) | Tomar Lubiprostona con antihipertensivos podría incrementar el riesgo de desmayos e hipotensión. (Farmacodinamia)       |

## Uso clínico

#### Indicación 1
Estreñimiento crónico, La lubiprostona ha demostrado proveer un alivio rápido a los síntomas del estreñimiento crónico idiopático, guías del American Journal of Managed Care recomiendan su uso para el tratamiento de esta patología.

#### Indicación 2
Síndrome de intestino irritable la lubiprostona está indicada para el tratamiento del Síndrome de intestino irritable con predominio de estreñimiento, tipo de síndrome en el que el dolor del abdomen está asociado a estreñimiento.

#### Indicación 3
Estreñimiento inducido por opioides (OIC) también está indicada para el tratamiento del estreñimiento inducido por opioides. Solamente en pacientes que toman opioides para tratar dolor crónico no relacionado con cáncer.

### Efectos adversos
La lubiprostona tiene pocos efectos adversos sistemáticos debido a que no se absorbe bien en el tracto gastrointestinal. Los ensayos clínicos tanto para el estreñimiento crónico como para el síndrome de intestino irritable enumeraron: náuseas, diarrea y dolor de cabeza como los efectos secundarios más comunes del medicamento. Estos y otros efectos secundarios, se redujeron sustancialmente con la dosis más baja de 8 μg dos veces al día en comparación con la dosis más alta de 24 μg dos veces al día. El principal efecto secundario parece ser la náusea y no existe una buena explicación para este efecto secundario. Sin embargo, se ha postulado que los cambios de fluidos dentro del intestino son una posible causa.
A pesar de que el medicamento puede causar diarrea, no hay evidencia clínica de cambios significativos en los niveles de electrolitos. Tampoco se informaron cambios en el electrocardiograma (EKG) en los ensayos clínicos con este medicamento en pacientes con estreñimiento (n = 177) o en controles sanos de hombres y mujeres (n = 68) (edades no informadas).
La disnea es un efecto secundario importante, pero es poco frecuente que ocurra. Se ha informado en los ensayos clínicos en el 2,5% de los pacientes tratados con – (CIC) y en el 0,4% de los pacientes tratados con – (SII-E). Sin embargo, no se clasificó como evento adverso grave, algunos pacientes interrumpieron el tratamiento debido a la disnea. Los pacientes describieron la disnea como una sensación de opresión en el pecho y dificultad para respirar con inicio agudo, generalmente 30 a 60 minutos después de tomar la primera dosis.
Aunque existen canales ClC-2 en el epitelio respiratorio, se desconoce el mecanismo por el cual se produce la disnea. in vitro los experimentos realizados en tejido epitelial respiratorio, en los que el fármaco se aplica por vía tópica, sugieren que el fármaco puede activar la secreción de cloruro, pero no aclaran este efecto secundario. Además, es difícil postular cómo la lubiprostona podría afectar el epitelio respiratorio en humanos que toman el fármaco por vía oral cuando solo se absorben cantidades minúsculas y hay cantidades aún más pequeñas del metabolito activo disponible. Este síntoma generalmente se resolvió unas pocas horas después de que los pacientes tomaron la dosis del medicamento y dosis posteriores del fármaco provocaron la recurrencia de la disnea. Por lo tanto, se debe advertir a los pacientes que no vuelvan a tomar el medicamento hasta que haya una evaluación médica.

### Contraindicaciones
La lubiprostona está contraindicada para personas con sospecha de una posible obstrucción gastro intestinal mecánica, en pacientes con hipersensiblidad al lubiprostone o a cualquier ingrediente de la fórmula. Las personas con intolerancia hereditaria a la fructosa no deben tomarlo porque contiene sorbitol.
No debe ser prescrita a individuos con diarrea severa, puesto que el fármaco podría exacerbar los síntomas preexistentes, generando la posibilidad de causar una deshidratación de alto riesgo en el sujeto. Las dosis deben ser reducidas en personas con síndrome de colon irritable con pérdida de la función hepática severa, puesto que estas demuestran una notable exposición a la droga en el sistema aumentada, de igual manera se debe disminuir la dosis en casos de personas con CIC y OIC con insuficiencia hepática.

#### En pacientes en embarazo
Este fármaco se encuentra categorizado como clase C de embarazo debido se asocia con la pérdida fetal. Un estudio realizado en conejillos de indias demostró un aumento en la pérdida fetal, dependiente de la dosis.
No se han realizado estudios en humanos, pero durante las pruebas clínicas, si bien hasta la fecha no ha habido evidencia de toxicidad en fetos humanos, se recomienda que la lubiprostona solo se use durante el embarazo "si los beneficios potenciales justifican los riesgos potenciales para el feto". El prospecto recomienda que las mujeres que podrían quedar embarazadas deben tener una prueba de embarazo negativa antes de comenzar el tratamiento con el medicamento y también deben ser capaces de cumplir con las medidas anticonceptivas adecuadas. Dado que no se sabe si la lubiprostona se excreta en la leche materna, lo que se recomienda teniendo en cuenta la importancia del fármaco para la madre, es suspender el fármaco o la lactancia.

#### En niños
El medicamento no está recomendado, ni aprobado en pacientes menores de 18 años. Actualmente, se están realizando estudios en niños para el tratamiento del estreñimiento crónico o el síndrome de intestino irritable en niños.

#### En uso geriátrico
No existe un límite de edad superior para el uso de este medicamento en pacientes de edad avanzada con síndrome de intestino irritable por estreñimiento. El perfil de seguridad de lubiprostona en pacientes de edad avanzada en los ensayos clínicos (≥65 años, el 8% de la población tenía ≥65 años y el 1,8% de la población tenía ≥75 años) fue consistente con la seguridad perfil en la población general del estudio. No hubo un número suficiente de pacientes de 65 años o más para determinar si los pacientes de edad avanzada responden de manera diferente en comparación con los pacientes más jóvenes.

#### En pacientes con insuficiencia renal
No se requiere ajustes en la dosis en personas con insuficiencia renal.

## Sobredosis
La sobredosis con lubiprostona es muy poco frecuente y aparentemente no conlleva un gran riesgo a la salud. Hay reportes de sobredosis en casos aislados. Casos de individuos adultos que toman una mayor cantidad a la dosis a la recomendada por varios días que manifiestan un aumento en los efectos adversos, por otro lado, no demuestran ningún cambio adicional en el sistema.

## Presentaciones
Se encuentra disponible comercialmente en dos presentaciones cápsulas ovaladas en gelatina blanda de color rosado que contienen 8 µg de principio activo de lubiprostona seguido por los siguientes ingredientes inactivos: Triglicéridos de cadena media, gelatina, sorbitol, óxido férrico, dióxido de titanio y agua purificada.También se encuentran en cápsulas de color naranja con 24 µg de lubiprostona que tiene los mismos principios inactivos pero con distintos colorantes.

## Controversias
Existen conjeturas sobre el sitio de acción del fármaco relacionado con el hecho de que la lubiprostona es un derivado de la prostaglandina E1 y, por lo tanto, estructuralmente similar a las prostaglandinas. En consecuencia, se ha teorizado que el fármaco podría estimular directamente el músculo liso a través de los receptores de prostaglandina (es decir, una vía de transducción de señales de AMPc acoplada a proteína G). Los resultados de 3 modelos diferentes (monocapa de células T84, tiras de músculo liso gástrico y asas duodenales in situ) se utilizan como evidencia que respalda un mecanismo de acción relacionado con los receptores de prostaglandinas. Sin embargo, los estudios en animales en un modelo de conejillo de indias no han demostrado que el fármaco tenga un efecto estimulador directo sobre los músculos lisos gastrointestinales.
De hecho, Cuppoletti estudio células de músculo liso uterino humano cultivadas y encontraron que la lubiprostona actuaba de una manera directamente opuesta a la de las prostaglandinas E1 y E2. El fármaco disminuyó los niveles de calcio, no cambió los niveles de AMPc y causó hiperpolarización en lugar de despolarización de las células musculares. 
Recientemente, Bassil demostró que, aunque el fármaco provoca la contracción de las células del músculo longitudinal del estómago en ratas y humanos, inhibe las contracciones estimuladas por campos eléctricos de las células del músculo liso circular del colon. De hecho, un antagonista del receptor de prostaglandina EP1 bloqueó los efectos estimulantes de la lubiprostona en el músculo longitudinal, mientras que la inhibición del músculo liso circular se redujo con un antagonista de la prostaglandina EP4. A pesar de este estudio, la mayoría de las pruebas del estudio de Cuppoletti argumentan en contra de que la acción de la lubiprostona esté mediada por los receptores EP. Además, el hecho de que la tetrodotoxina, una neurotoxina, no suprima la respuesta secretora de la lubiprostona es incompatible con que este agente tenga una acción excitatoria similar a la de las prostaglandinas sobre las neuronas secretoras motoras.
Actualmente, parece que el peso de la evidencia favorece que la acción del fármaco sea a través del canal ClC-2, pero esta controversia apunta a la necesidad de más investigación sobre el papel de su influencia en los canales CFTR, así como en G -Receptores de prostaglandinas acoplados a proteínas. Además, dado que la inflamación de la mucosa puede desempeñar un papel en la fisiopatología del SII, los datos archivados en Sucampo/Takeda han demostrado que la activación de ClC-2 por lubiprostona estimula la recuperación de la función de barrera de la mucosa a través de la restauración de complejos proteicos de unión estrecha. En estudios ex vivo de intestino porcino isquémico.
La obstrucción intestinal también es una causa recurrente de angustia en pacientes con fibrosis quística (FQ), causada por la pérdida de la actividad del canal Cl(-) del regulador de conductancia transmembrana de la FQ (CFTR). Debido a que el reclutamiento de ClC-2 podría ser beneficioso para los pacientes con FQ, se investigó el modo de acción de la lubiprostona, pero no se obtuvieron resultados no fueron favorables.